# Ofiasi
L'Ofiasi è una forma di alopecia areata caratterizzata dalla perdita di capelli a forma di onda lungo la superficie della testa.
Prende il nome da "ophis", che è la parola greca che indica il serpente, a causa della apparente somiglianza con una forma a serpente e il modello di perdita di capelli.
Il termine "sisaifo"o "ofiasi inversa"  è usato per descrivere il pattern inverso.
Questa forma di perdita dei capelli colpisce i follicoli del corpo, con conseguente caduta dei capelli. La causa sospettata è un attacco del sistema immunitario verso i melanociti del follicolo pilifero, le cellule della papilla dermica e i cheratinociti. Tuttavia la causa scatenante di questa malattia deve ancora essere confermata.

## Modello di perdita di capelli
La perdita di capelli lungo la zona occipitale è uno tra modelli di perdita di capelli più comuni in questo tipo di alopecia areata. La perdita dei capelli può assumere la forma di macchie di capelli rimosse e può anche esserci una ricrescita spontanea.

## Durata della caduta dei capelli
La perdita di capelli dell'ofiasi è una forma in cui la perdita dei capelli può ulteriormente peggiorare e può estendersi per più di un anno.